# Ann Dowd

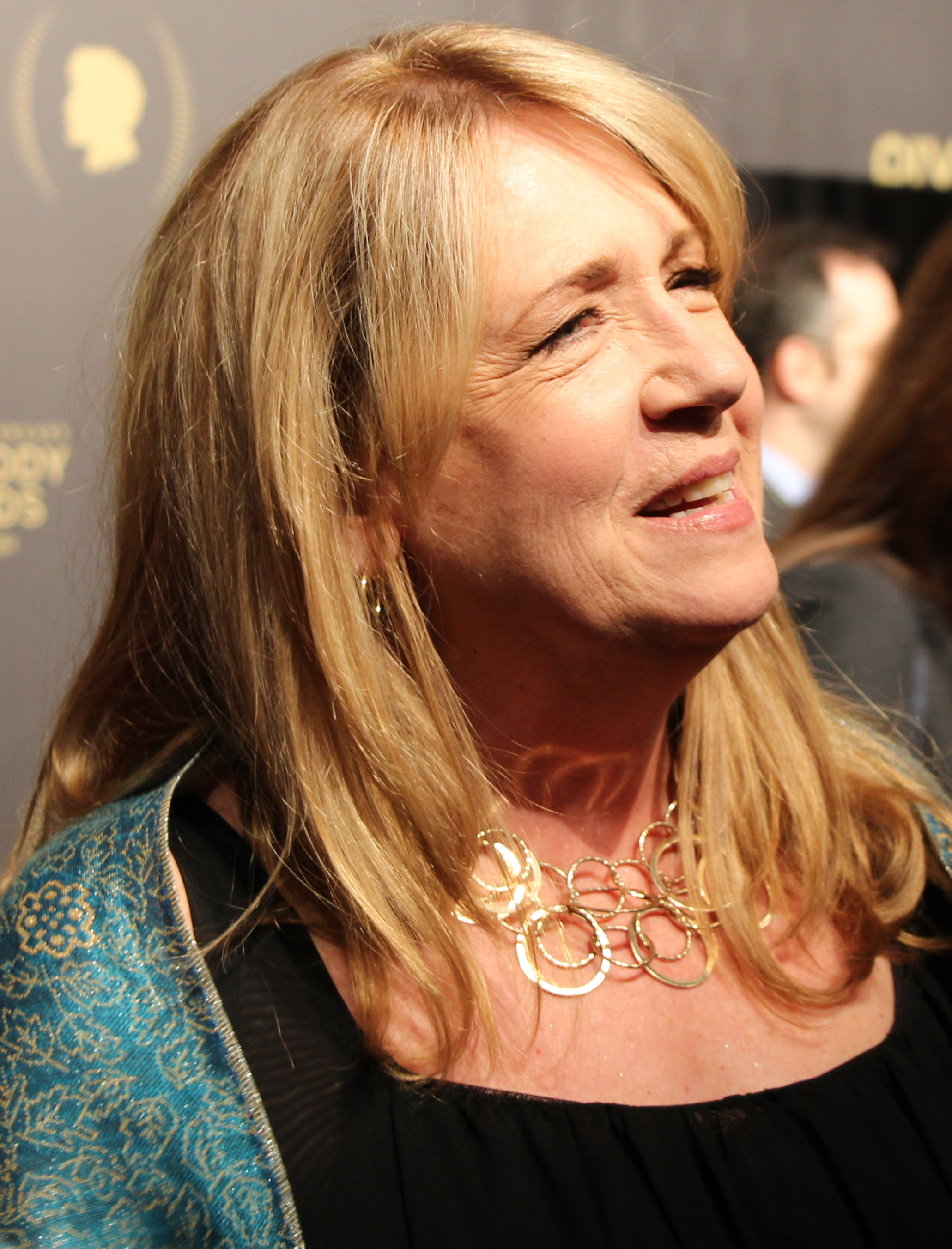
Ann Dowd (2016)

Ann Dowd (* 30. Januar 1956 in Holyoke, Massachusetts) ist eine US-amerikanische Schauspielerin.

## Karriere
Seit 1985 war Dowd in mehr als 80 Film- und Fernsehproduktionen zu sehen. Ihre Rolle in Compliance (2012) brachte ihr mehrere Nominierungen und Auszeichnungen ein, u. a. vom National Board of Review. Für ihre Nebenrolle als Tante Lydia in der Serie The Handmaid’s Tale – Der Report der Magd gewann sie 2017 einen Emmy. 2019 sprach Dowd die Rolle der Tante Lydia in der Hörbuchfassung von Margaret Atwoods Roman Die Zeuginnen (The Testaments).
2018 wurde sie in die Academy of Motion Picture Arts and Sciences berufen, die jährlich die Oscars vergibt.

## Filmografie (Auswahl)
- 1985: First Steps (Fernsehfilm)
- 1990: Green Card – Schein-Ehe mit Hindernissen (Green Card)
- 1992: Lorenzos Öl (Lorenzo’s Oil)
- 1993: Philadelphia
- 1994: Detektiv Hanks – Großes Herz und coole Schnauze (The Cosby Mysteries, Fernsehfilm)
- 1994: Fackeln im Sturm (Heaven & Hell: North & South, Book III, Miniserie)
- 1994: 2 Millionen Dollar Trinkgeld (It Could Happen to You)
- 1995: Kingfish (Kingfish: A Story of Huey P. Long, Fernsehfilm)
- 1995: Durchgeknallt und auf der Flucht (Bushwhacked)
- 1996: Shiloh
- 1997: All Over Me
- 1997–1998: Ein ganz normaler Heiliger (Nothing Sacred, Fernsehserie, 20 Episoden)
- 1998: Der Musterschüler (Apt Pupil)
- 1999: Shiloh 2: Shiloh Season
- 2000: Baby – Glück auf Zeit (Baby, Fernsehfilm)
- 1999–2000: Für alle Fälle Amy (Judging Amy, Fernsehserie, 2 Episoden)
- 2001: Amy & Isabelle (Fernsehfilm)
- 2002–2003: Third Watch – Einsatz am Limit (Third Watch, Fernsehserie, 3 Episoden)
- 2003: Lucy (Fernsehfilm)
- 2004: Homework
- 2004: Garden State
- 2004: Der Manchurian Kandidat (The Manchurian Candidate)
- 2004: Die Vergessenen (The Forgotten)
- 2005: Reine Familiensache (The Thing About My Folks)
- 2005: Bettie Page: Begehrt und berüchtigt (The Notorious Bettie Page)
- 2006: Saving Shiloh
- 2006: Flags of Our Fathers
- 2007: Goodbye Baby
- 2007: Gardener of Eden
- 2007: The Living Wake
- 2007: I Believe in America
- 2007: The Babysitters: Für Taschengeld mache ich alles (The Babysitters)
- 2007: Alice Upside Down
- 2008: The Toe Tactic
- 2008: Familiar Strangers
- 2008: Marley & Ich (Marley & Me)
- 2009: Taking Chance (Fernsehfilm)
- 2009: Der Informant! (The Informant!)
- 2011: Von der Kunst, sich durchzumogeln (The Art of Getting By)
- 2011: Coming Up Roses
- 2011: Lost Revolution
- 2012: Compliance
- 2012: Die Hochzeit unserer dicksten Freundin (Bachelorette)
- 2012: The Discoverers
- 2013: Side Effects – Tödliche Nebenwirkungen (Side Effects)
- 2013: Gimme Shelter
- 2013–2014: Masters of Sex (Fernsehserie, 7 Episoden)
- 2014: True Detective (Fernsehserie, 1 Episode)
- 2014: Olive Kitteridge (Miniserie)
- 2014: The Drop – Bargeld (The Drop)
- 2014: St. Vincent
- 2014: Wildlike
- 2014: Big Driver (Fernsehfilm)
- 2014–2017: The Leftovers (Fernsehserie, 14 Episoden)
- 2015: Die Wahlkämpferin (Our Brand Is Crisis)
- 2016: Captain Fantastic – Einmal Wildnis und zurück (Captain Fantastic)
- 2016: The Great & The Small
- 2016: Norman (Norman: The Moderate Rise and Tragic Fall of a New York Fixer)
- 2016: Quarry (Fernsehserie, 4 Episoden)
- seit 2016: Good Behavior (Fernsehserie)
- 2017–2025: The Handmaid’s Tale – Der Report der Magd (The Handmaid’s Tale, Fernsehserie)
- 2018: Ein Kind wie Jake (A Kid Like Jake)
- 2018: Hereditary – Das Vermächtnis (Hereditary)
- 2018: American Animals
- 2019: Lambs of God (Miniserie, 4 Episoden)
- 2020: Cowboys
- 2020: Rebecca
- 2021: Mass
- 2022: The Independent
- 2023: The Other Two (Fernsehserie, 1 Episode)
- 2023: Der Exorzist – Bekenntnis (The Exorcist: Believer)
- 2024: Loyal Friend (The Friend)
- 2024: Terminator Zero (Miniserie, Stimme)

## Theater (Auswahl)
- 1990: New York 1937 (Jewish Repertory Theatre)
- 1993: Candida (Criterion Center Stage Right)
- 1996: Taking Sides (Brooks Atkinson Theatre)
- 2008: The Seagull (Walter Kerr Theatre)
- 2011: Blood From a Stone (Acorn Theater)
- 2015: Night is a Room (Pershing Square Signature Center-The Alice Griffin Jewel Box Theatre)

## Auszeichnungen
Emmy-Award
- 2017: Beste Nebendarstellerin in einer Dramaserie für The Handmaid’s Tale – Der Report der Magd
- 2018: Nominierung als beste Nebendarstellerin in einer Dramaserie für The Handmaid’s Tale – Der Report der Magd
- 2021: Nominierung als beste Nebendarstellerin in einer Dramaserie für The Handmaid’s Tale – Der Report der Magd

Golden Globe Award
- 2018: Nominierung als beste Nebendarstellerin – Serie, Miniserie oder Fernsehfilm für The Handmaid’s Tale – Der Report der Magd